# Merosargus tenuicornis
Merosargus tenuicornis är en tvåvingeart som beskrevs av James 1971. Merosargus tenuicornis ingår i släktet Merosargus och familjen vapenflugor.
Artens utbredningsområde är Panama. Inga underarter finns listade i Catalogue of Life.